# Östasiatiska museet
Östasiatiska museet är ett kulturhistoriskt museum, som ligger vid Tyghusplan på Skeppsholmen i Stockholm. Museet etablerades 1963 och har idag några av Europas mest omfattande samlingar av kulturföremål från Kina, Japan, Indien och andra delar av Asien. Museet är beläget alldeles invid Moderna museet och Skeppsholmskyrkan.
Museet ingår sedan 1999 i Statens museer för världskultur.

## Byggnadens historik
Museets huvudbyggnad är flottans gamla tyghus som byggdes 1699–1704 som ett stall för Karl XII:s drabanter. För ritningarna stod slottsarkitekten Nicodemus Tessin d. y. Södra hälften av huset byggdes om 1724–1728 och inreddes till galärflottans förråd för tygmateriel, därav kommer namnet Tyghuset. I mitten av 1800-talet tillkom en våning, ritad av Gustav Adolf Blom och 1917 hade huset fått sitt nuvarande utseende. Lokalerna blev i början på 1960-talet för ändamålet invändigt ombyggt.

## Museets historik

Johan Gunnar Andersson i Östermalmsfängelset 1925 med de Östasiatiska samlingarna.

Museets historia går tillbaka till 1926, då "Museum of Far Eastern Antiquities", Östasiatiska Samlingarna, upprättades i Stockholm som ett statligt museum på initiativ från Kinakommittén. Kärnan var de arkeologiska samlingar från Kina som hemförts av Johan Gunnar Andersson, Kina-Gunnar. År 1925 fördes dessa samlingar till före detta Östermalmsfängelset vars lokaler samma år tagits över av Riksarkivet. Här uppordnades samlingarna och visades i en tillfällig utställning. Under åren 1926–1946 inrymdes samlingarna i Handelshögskolan. Genom det ständigt växande beståndet av arkeologiska föremål kom denna institution under Anderssons chefskap att på 1930-talet inta en central plats inom den kinesiska arkeologiska forskningen. Viktiga förvärv av bronser gjordes främst genom de konsortieresor som företogs av ingenjör Orvar Karlbeck, varvid beståndet av småbronser från Huai och Han utökades och fick större omfattning än i någon annan västerländsk samling.
Efter 1946 flyttades museet till Vitterhetsakademiens lokaler i kvarteret Krubban på Storgatan. År 1959 beslutades att Nationalmuseums samlingar av konst och konsthantverk från Öst- och Sydasien skulle sammanföras med Östasiatiska samlingarna. Resultatet blev det nuvarande Östasiatiska museet, som öppnade 1963, och behöll den ursprungliga engelska beteckningen.

## Museets verksamhet
Museets samlingar består idag av närmare 100 000 föremål. Tyngdpunkten ligger på arkeologi och konst från Kina, men museet har också genom inköp och generösa enskilda donationer kunnat utöka sina samlingar även från Korea, Japan, Indien, och Sydostasien. Museet förfogar över ett stort östasiatiskt bibliotek, som även omfattar material från Kungliga biblioteket och Stockholms universitetsbibliotek.
Under museet finns ett bergrum som anlades i början på 1940-talet för att ge plats åt marinchefen och hans stab i händelse av krig. Anläggningen har en yta av 4 800 m² (se Skeppsholmens bergrum). Bergrummet gjordes i början av år 2010 i ordning som utställningslokal för specialutställningar. Under vinterhalvåret 2010/2011 visade Östasiatiska museet här delar av Terrakottaarmén med 315 föremål, från elva museer, fem kejserliga gravanläggningar och över tio olika utgrävningsplatser i Shaanxi-provinsen.
Förutom utställningar bedriver Östasiatiska museet vetenskaplig forskning, utgivning av publikationer, och pedagogisk verksamhet.
Chefer

### Chefer
- 1926–39 Johan Gunnar Andersson
- 1939–59 Bernhard Karlgren
- 1959–81 Bo Gyllensvärd
- 1981–98 Jan Wirgin
- 2000–05 Magnus Fiskesjö
- 2005–13 Sanne Houby-Nielsen (tillika chef för Medelhavsmuseet, från 2010 överintendent)
- 2013–15 Michel Lee[6][7]
- 2016–24 Ann Follin (överintendent)[8]
- 2025- Britta Söderqvist (överintendent)

Titeln "museichef" togs bort 2010 och istället har aktuell överintendent angetts som chef. Titeln återinfördes under en kortare period 2013-2015.

## Bilder

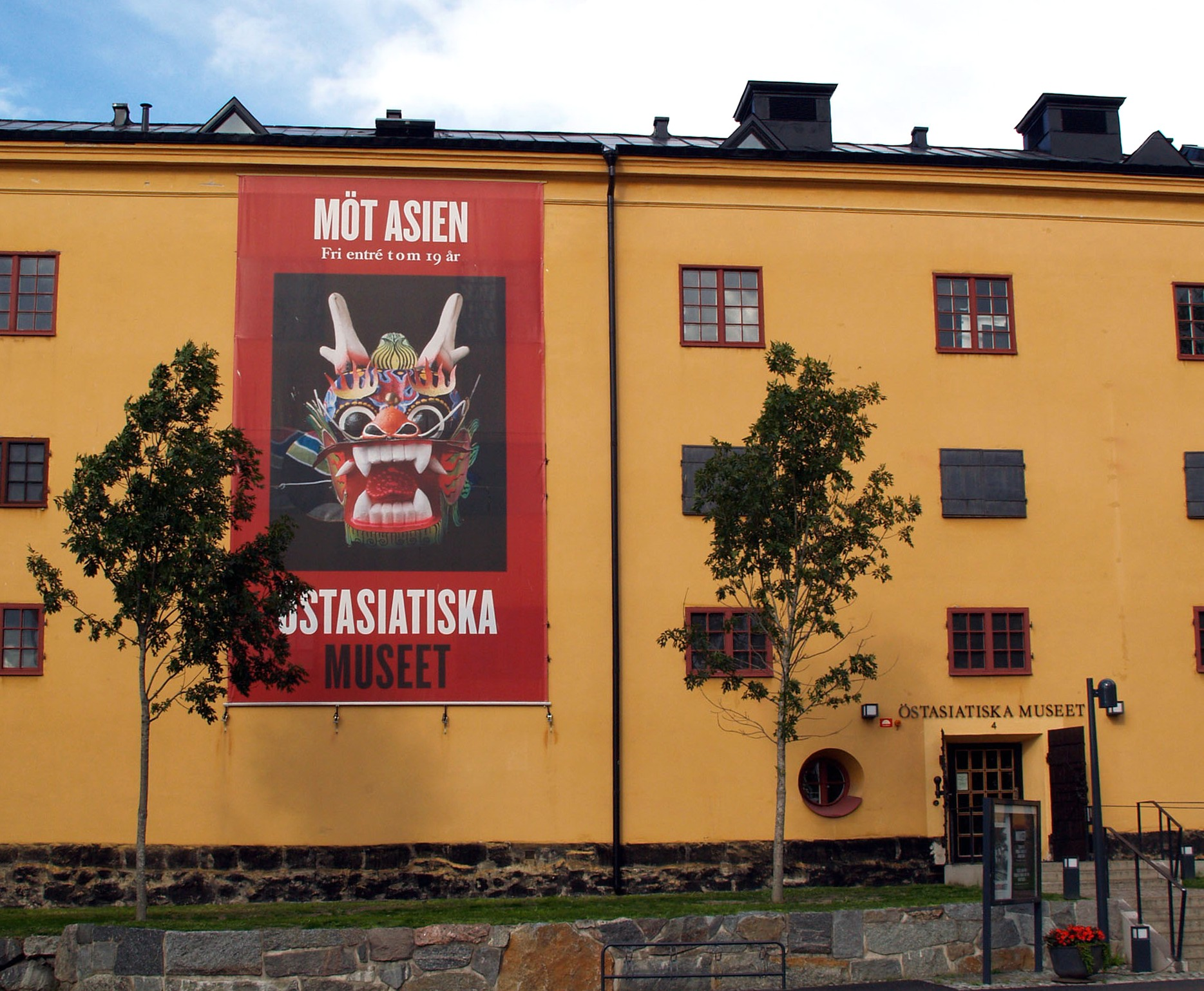
Entrén mot Tyghusplan 2007.
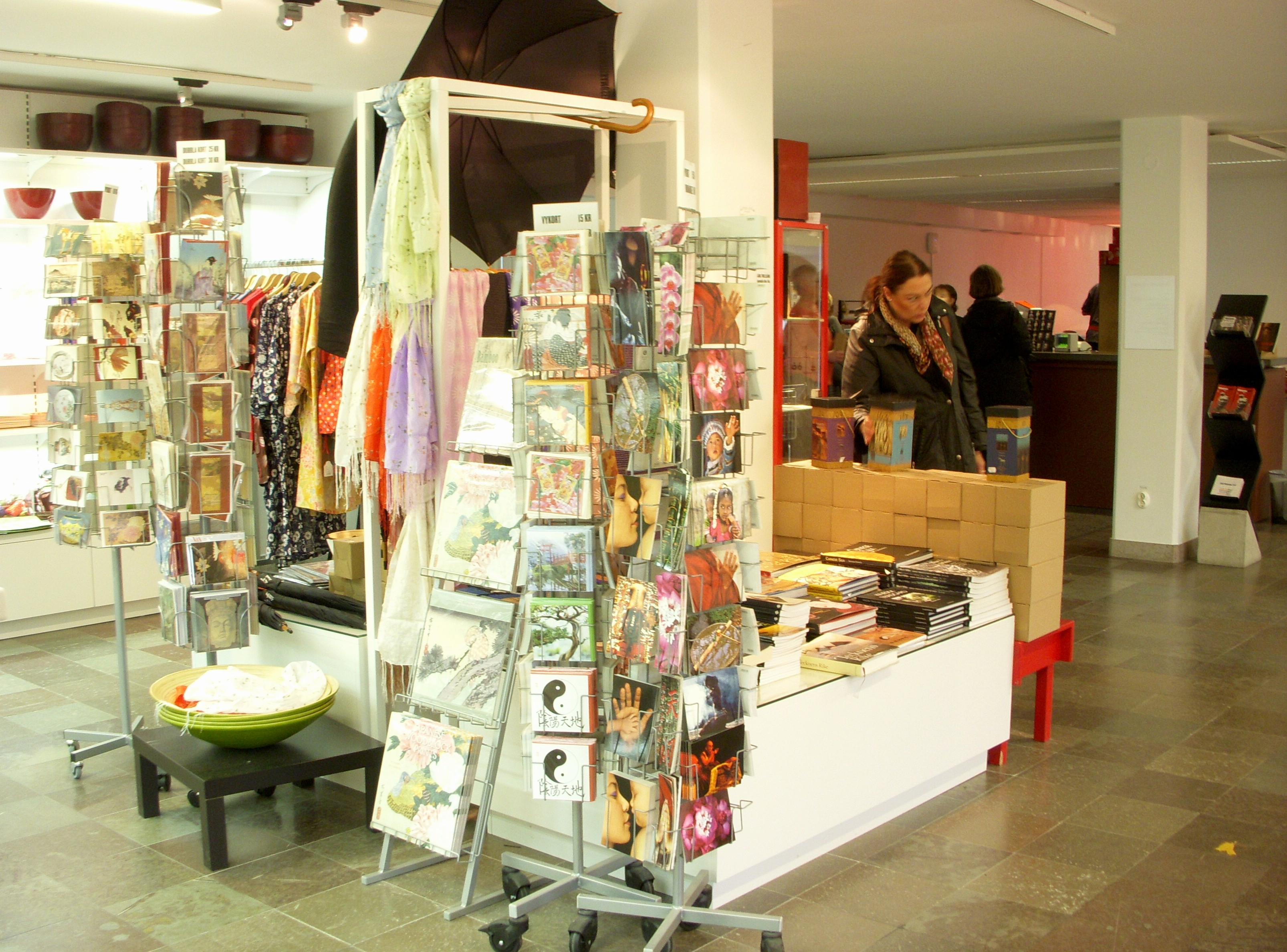
Museets entré och butik.
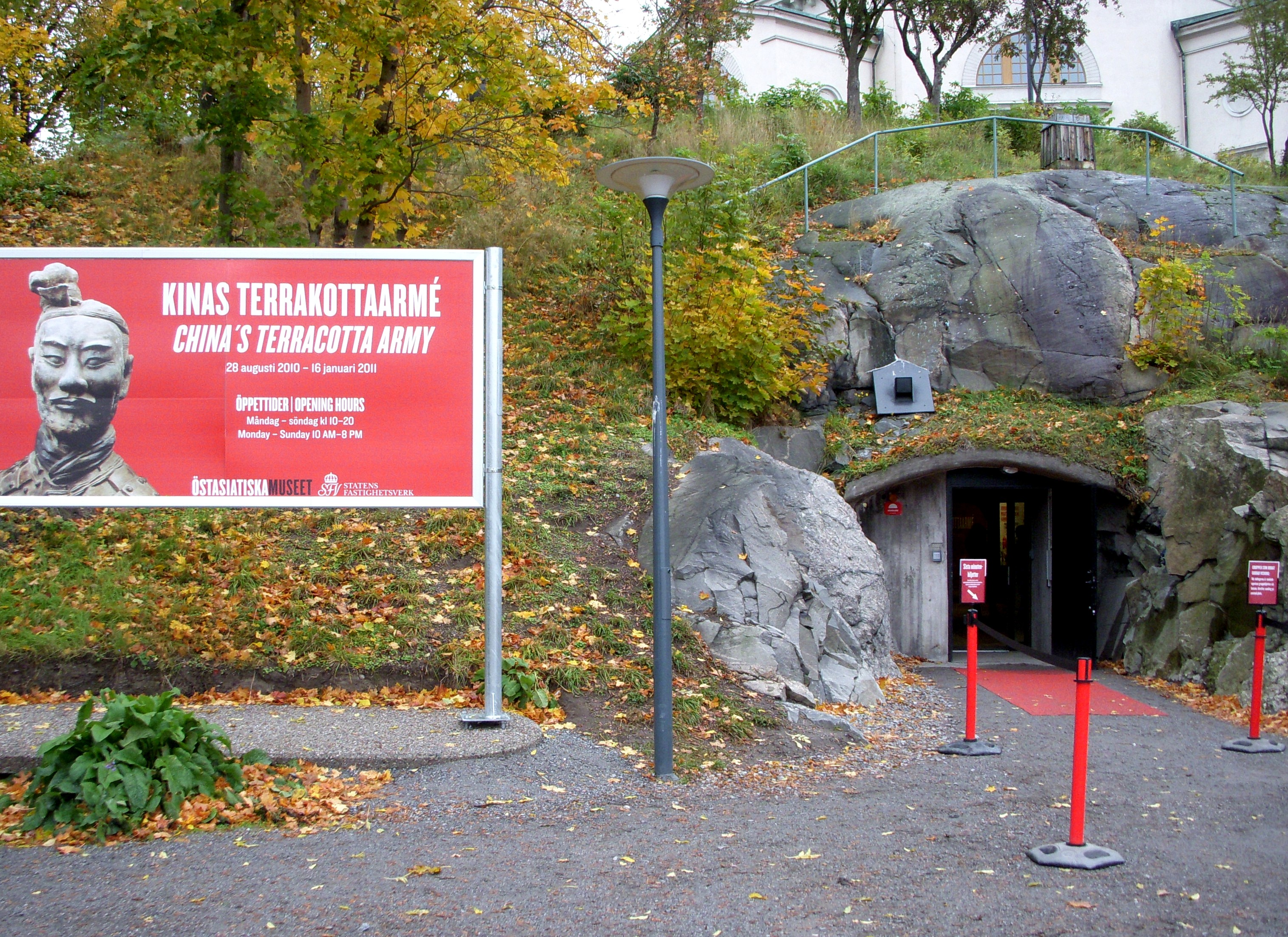
Entrén till bergrummet.
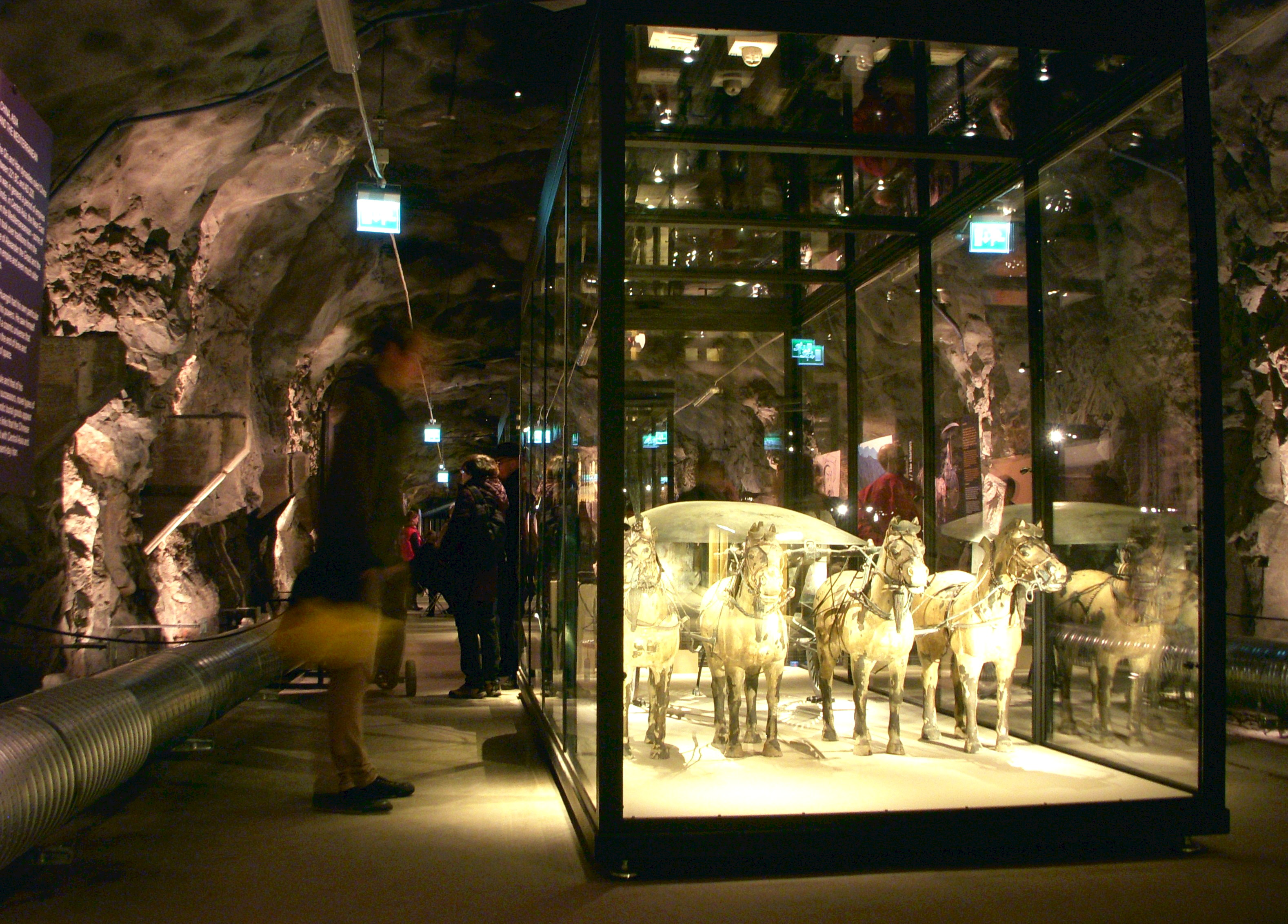
Terrakottaarmén i bergrummet.